# Charlie Dominici
Charlie Dominici (Brooklyn, 16 de junho de 1951 – 17 de novembro de 2023) foi um cantor americano. Conhecido por ter sido o segundo vocalista da banda de metal progressivo Dream Theater, foi mais tarde substituído por James LaBrie. Chegou a gravar, em 1989, o primeiro álbum da banda When Dream and Day Unite, já com o nome Dream Theater. Após o Dream Theater, fundou um projeto solo, chamado Dominici.
Em 17 de novembro de 2023, os ex-companheiros de banda anunciaram que ele morreu aos 72 anos.